# La nena obrera
La nena obrera, La petita obrera o La petita texidora són alguns dels diferents títols amb què s'ha batejat la que és, sens dubte, l'obra mestra del pintor barceloní Joan Planella i Rodríguez (Barcelona, 1849 - 1910). D'aquesta obra n'hi ha dues versions, l'original del 1882 és la més popular, i la segona, pintada cap al 1885, era gairebé desconeguda fins fa no res.

## Les dues versions

### La primera versió del 1882
El quadre original de La nena obrera apareix datat el 1882, si bé no es donà a conèixer al públic fins a l'any 1884. Sembla que al principi no fou intitulat com el coneixem avui dia, sinó que feia ús d'una cita bíblica en castellà al seu marc: Y dijo Dios: Ganarás el pan con el sudor de tu rostro. Aquesta versió és la que tradicionalment s'ha reproduït en infinitat de publicacions, especialment a partir de la fotografia que Francesc Català-Roca en va fer pel llibre Història de l'art català, vol., VI. de Francesc Fontbona (1983). La historiografia tradicionalment ha considerat que només existia aquesta versió, fins que al desembre del 2012 va aparèixer una rèplica a la casa barcelonina de subhastes Balclis. Aquesta versió finalment fou adquirida pel Museu d'Història de Catalunya, a Barcelona, car el quadre ha esdevingut una icona per il·lustrar els mals de la Revolució Industrial.

### La segona versió del 1885

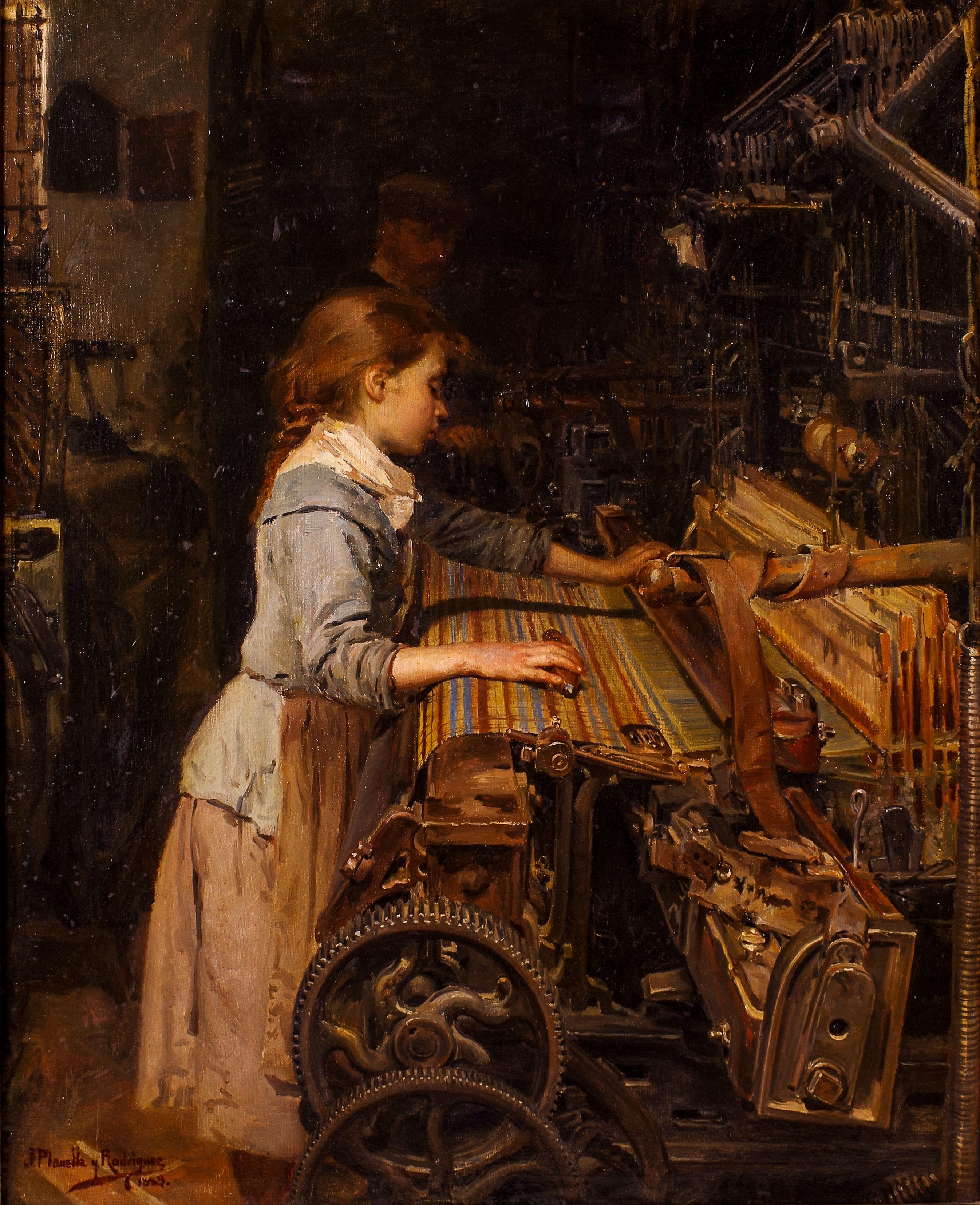
Segona versió del 1885

Aquesta segona versió apareix amb la data de 1889, tot i que havia estat pintada uns quants anys abans, probablement vers el 1885, ja que coincideix amb la reproducció apareguda al catàleg de l'exposició organitzada pel Centre d'Aquarel·listes, que tingué lloc al Museu Martorell de Barcelona i on Planella la presentà. Les diferències bàsiques entre l'una i l'altra afecten a les mides (menors a l'ultima versió), la tècnica (més definida i acabada a la primera) i el colorit (una mica més viu a la segona). Segurament Planella dugué a terme aquesta rèplica gràcies a l'èxit aconseguit amb la primera versió a l'Exposición Nacional de Bellas Artes de Madrid del 1884, on fou guardonada. Aquesta va rebre la mateixa bona acollida que l'original.

## Història de les obres: exposicions i premis
El quadre no es va conèixer públicament fins al 1884, primer a la Sala Parés de Barcelona, i poc després a l'Exposición Nacional de Bellas Artes de Madrid. Aquí Planella va portar dos olis, Un lancero de Borbón i la primera versió de La nena obrera. L'obra va causar admiració entre el públic i la crítica especialitzada, causant diversos comentaris a la premsa que, en general, foren molt positius. Es valorà que el pintor hagués tingut la valentia de representar un tema contemporani, car es considerava necessari i, fins i tot, digne de ser plasmat en art. Tot i la denúncia del tema, Planella n'havia aconseguit trobar poesia on fàcilment podia haver fracassat i haver caigut en la lletjor. Es va aplaudir el fet que hagués aconseguit l'equilibri difícil entre modernitat i bellesa, d'una manera emotiva, i sense oblidar-se d'aplicar una bona tècnica. L'any següent, el 1885, presentà la segona versió, la conservada al MHC de Barcelona, a la mostra celebrada pel Centre d'Aquarel·listes al Museu Martorell.
A partir d'aquí ambdós quadres començaren una carrera internacional: el 1887, s'exposà al Saló de París, on agradà molt; el 1888, a l'Exposició Universal de Barcelona, on aconseguí la primera medalla; el 1891, a la Internacional de Belles Arts de Berlín (probablement la pintura original), on va aconseguir una medalla d'or de segona clase; i finalment, el 1893, a l'Exposició Universal de Chicago (la rèplica), on se li va lliurar una altra medalla i fou adquirida per la Fall Festivites Association de Saint Louis (Missouri), amb destí al City Art Museum d'aquesta població. Tanmateix, el 1945 el museu donà de baixa la pintura i es vengué en subhasta pública a Nova York. És llavors quan entrà en mans privades, fins a la seva incorporació a les col·leccions del Museu d'Història de Catalunya, després d'haver passat per la sala de subhastes Balclis.

### Relació de l'obra amb la seva època
La nena obrera mostra un instant de la duresa del treball infantil a les fàbriques catalanes del segle xix, am. Els empresaris van adoptar al llarg del segle xix estratègies de reducció dels costos de producció i maximització del benefici, que variaven en funció del sector industrial, la zona, l'estructura de la demanda (mercat local o exterior), l'existència de formes tradicionals d'organització artesanal del treball, la disponibilitat de recursos i el grau de competència. Fonamentalment, s'adoptaren dues estratègies complementàries: l'increment de la productivitat a través de la innovació tecnològica, i la reducció de la despesa salarial. Aquesta reducció es va fer d'una banda, a través de la intensificació de la producció; de l'altra, per la via de l'ampliació del mercat de treball amb mà d'obra no qualificada, no organitzada en el moviment obrer i, per tant, més barata. L'ampliació del mercat laboral es va articular en dos sentits: la incorporació massiva de dones i infants a les fàbriques, i la difusió de la indústria a zones de l'interior.
A Espanya fins a la Llei Benot del 1873 no hi va haver cap llei que regulés el treball infantil. Aquesta llei intentava regular-lo en tres aspectes: 
1. La protecció de la infància a través de la fixació de límits a l'extensió de les jornades laborals que podien ser desenvolupades per nens, així com l'exclusió del món laboral als menors de deu anys.
2. L'educació dels menors, a través de l'existència d'escoles en les fàbriques, obligatorietat de què els nens rebin educació durant almenys tres hores diàries.
3. Creació de jurats mixtos (òrgan amb funcions inspectores) amb poca força.

El 14 d'agost del 1873, en menys d'un mes després que s'aprovés la llei Benot, el nou ministre de foment, José Fernando Carné, va presentar a les Corts un projecte de Llei per a la creació de jurats mixtos amb el propòsit de solucionar les diferències entre els patrons i els seus empleats: passaven de ser l'òrgan inspector a ser òrgans de negociació col·lectiva dotats de funcions jurisdiccionals com “únics tribunals competents per a resoldre les qüestions civils que passaven entre capitalistes i obrers amb motiu del compliment dels contractes que havien subscrit lliurement entre ells. Però, aquest projecte no es va aprovar, ja que les convulsions a les quals estava sotmès el govern de Salmerón, que era president de la República, van posar fi a la vida de la Llei abans del seu naixement.

## L'estil

### L'estil del quadre
La nena obrera pertany al moviment artístic del Realisme. El Realisme era una conseqüència directa del Romanticisme i, a la vegada, una reacció contra aquest. De fet, es tracta d'un procés evolutiu lògic, sobretot si tenim en compte que en la teoria romàntica apareixia ja una voluntat de reflectir una realitat implícita, de manera que el pas del Romanticisme al Realisme es realitzà de la mateixa manera que el pas del Neoclassicisme al Romanticisme, sense sotracs estilístics.
També en aquesta evolució cal parlar d'un canvi d'actitud que es posa de manifest quan els realistes afronten d'una manera directa la realitat. És a dir, prescindint de tota mena de prejudici teòric, filosòfic, moral, religiós o polític. Cap a la meitat del segle xix van aparèixer les primeres reaccions antiromàntiques, amb el fundador del positivisme Auguste Comte com a principal impulsor. Per a l'estètica positivista l'art no era res més que un apèndix de la sociologia i de la psicologia que, fent-se càrrec de l'individual, no feia altra cosa que cercar la veritat. Això és precisament el que feu en el camp artístic el Realisme: observar la natura directament per tal d'analitzar-la més enllà de conviccions històriques i d'intuïcions. El Realisme va ser, doncs, reforçat durant tota la segona meitat del segle xix per l'interès científic de l'època positivista que cercava una interpretació empírica de la realitat.

### L'estil de Joan Planella
Aquesta pintura és la més coneguda de l'autor i la que ha contribuït a vincular-lo amb aquest moviment artístic, el Realisme del segle xix. La resta de la seva producció encara avui dia ens resulta molt poc coneguda. Des dels inicis de la seva carrera com a pintor als anys 70, Planella es va interessar a copsar la realitat més propera a través d'escenes costumistes i del seu temps. En la majoria d'elles sembla que es preocupà pels aspectes més quotidians, a vegades amb rèmores romàntiques, o sense poder evitar caure en l'anecdotisme d'aleshores. Tot i així, alguns d'aquests quadres ens fan pensar en un artista que volia retratar el dia a dia del proletariat. No obstant això, desconeixem quines van ser les seves intencions a l'hora de pintar aquest temes, ja que no tenim cap testimoni del seu pensament.

## El paper de la crítica
És il·lustratiu de la rebuda que tingué "La nena obrera" la bona crítica que en va fer Joan Brull al diari Joventut el 10 d'abril del 1902: Va figurar en nostra Exposició Universal. L'assumpto no pot ésser més senzill: Una nena anèmica trevallant en un teler, pintada molt senzillament. Cap novetat de tècnica, res de rompre motllos; y no obstant aquell quadre tan petit va anar creixent, el jurat va adonar-se'n, després va seguir una marxa triomfal per diverses Exposicions d'Europa, y acabà per ésser venut a Chicago a un preu extraordinari.